# Antonio Munguía
Antonio Munguía Flores, né le 27 juin 1942 à Mexico au Mexique et mort le 8 janvier 2018, est un joueur de football international mexicain, qui évoluait au poste de milieu de terrain.

## Biographie

### Carrière en club
Avec l'équipe de Cruz Azul, Antonio Munguía remporte notamment trois Coupes des champions de la CONCACAF, et trois championnats du Mexique.

### Carrière en sélection
Avec l'équipe du Mexique, Antonio Munguía joue 44 matchs, sans inscrire de but, entre 1965 et 1971. 
Il figure dans le groupe des sélectionnés lors de la Coupe du monde de 1970. Lors du mondial organisé dans son pays natal, il est titulaire et joue 4 matchs : contre l'Union soviétique, le Salvador, la Belgique, et enfin l'Italie. Le Mexique atteint les quarts de finale de la compétition.

## Palmarès
| Club Necaxa - Coupe du Mexique (1) : - Vainqueur : 1965-66. - Supercoupe du Mexique (1) : - Vainqueur : 1966.                                             |  | Cruz Azul \| - Championnat du Mexique (3) : - Champion : 1968-69, 1970 (Mexico) et 1971-72. - Vice-champion : 1969-70. - Coupe du Mexique (1) : - Vainqueur : 1968-69. \| \| - Supercoupe du Mexique (1) : - Vainqueur : 1969. - Finaliste : 1972. - Coupe des champions de la CONCACAF (3) : - Vainqueur : 1969, 1970 et 1971. \| |
| - Championnat du Mexique (3) : - Champion : 1968-69, 1970 (Mexico) et 1971-72. - Vice-champion : 1969-70. - Coupe du Mexique (1) : - Vainqueur : 1968-69. |  | - Supercoupe du Mexique (1) : - Vainqueur : 1969. - Finaliste : 1972. - Coupe des champions de la CONCACAF (3) : - Vainqueur : 1969, 1970 et 1971. |